# El Hanchane
El Hanchane (arabiska: الحنشان) är en stad i Marocko. Den ligger i provinsen Essaouira och regionen Marrakech-Safi, 400 km sydväst om huvudstaden Rabat. Antalet invånare var 4 965 vid folkräkningen 2014.